# Dan-I
Dan-I, pseudonimo di Selmore Ezekiel Lewinson (Kingston, 1º luglio 1956 – Londra, 19 maggio 2006), è stato un cantante giamaicano.

## Biografia
Dan-I ha debuttato nel 1979, per l'etichetta discografica Island Records, con il singolo Monkey Chop, canzone discomusic che ebbe un buon successo in tutta l'Europa, raggiungendo rispettivamente le posizioni numero quattro e undici in Nuova Zelanda e in Svezia, la numero sei in Italia (dove risultò essere tra i singoli più venduti di quell'anno) e la numero trenta in Regno Unito.
Nello stesso anno pubblicò anche l'album di debutto, Nicely Nicely, che sarebbe tuttavia rimasto l'unico disco del cantante, rivelatosi un one-hit wonder.
Negli anni successivi registrò diversi demo musicali. È morto nel settembre del 2006, in seguito ad un'aggressione a Londra, che gli causò un infarto improvviso.

## Discografia parziale

### Album
- 1989 - Sure Love The Feeling
- 1999 - Living Figures

### Raccolte
- 1979 - Nicely Nicely

### Singoli
- 1979 - Monkey Chop